# Uunchai
 (décembre 2024).
La mise en forme du texte ne suit pas les recommandations de Wikipédia : il faut le « wikifier ».
Les points d'amélioration suivants sont les cas les plus fréquents :
- Les titres sont pré-formatés par le logiciel. Ils ne sont ni en capitales, ni en gras.
- Le texte ne doit pas être écrit en capitales (les noms de famille non plus), ni en gras, ni en italique, ni en « petit »…
- Le gras n'est utilisé que pour surligner le titre de l'article dans l'introduction, une seule fois.
- L'italique est rarement utilisé : mots en langue étrangère, titres d'œuvres, noms de bateaux, etc.
- Les citations ne sont pas en italique mais en corps de texte normal. Elles sont entourées par des guillemets français : « et ».
- Les listes à puces sont à éviter, des paragraphes rédigés étant largement préférés. Les tableaux sont à réserver à la présentation de données structurées (résultats, etc.).
- Les appels de note de bas de page (petits chiffres en exposant, introduits par l'outil «  Source ») sont à placer entre la fin de phrase et le point final[comme ça].
- Les liens internes (vers d'autres articles de Wikipédia) sont à choisir avec parcimonie. Créez des liens vers des articles approfondissant le sujet. Les termes génériques sans rapport avec le sujet sont à éviter, ainsi que les répétitions de liens vers un même terme.
- Les liens externes sont à placer uniquement dans une section « Liens externes », à la fin de l'article. Ces liens sont à choisir avec parcimonie suivant les règles définies. Si un lien sert de source à l'article, son insertion dans le texte est à faire par les notes de bas de page.
- La présentation des références doit suivre les conventions bibliographiques. Il est recommandé d'utiliser les modèles {{Ouvrage}}, {{Chapitre}}, {{Article}}, {{Lien web}} et/ou {{Bibliographie}}. Le mode d'édition visuel peut mettre en forme automatiquement les références.
- Insérer une infobox (cadre d'informations à droite) n'est pas obligatoire pour parachever la mise en page.

Pour une aide détaillée, merci de consulter Aide:Wikification.
Si vous pensez que ces points ont été résolus, vous pouvez retirer ce bandeau et améliorer la mise en forme d'un autre article.
Pour plus de détails, voir Fiche technique et Distribution.
Uunchai est un film dramatique d'aventure indien en langue hindi de 2022, réalisé par Sooraj R. Barjatya, écrit par Abhishek Dixit sur la base d'une histoire originale de Sunil Gandhi, et produit conjointement par Rajshri Productions, Boundless Media et Mahaveer Jain Films. Le 60e film produit par Rajshri met en vedette un ensemble composé d' Amitabh Bachchan, Anupam Kher, Boman Irani, Danny Denzongpa, Parineeti Chopra, Neena Gupta et Sarika,.
Uunchai a été annoncé en octobre 2021. Le tournage principal a commencé en octobre 2021 et s'est terminé en avril 2022, suivi de travaux de post-production . La musique du film est composée par Amit Trivedi,.
Uunchai a été publié théâtralement le 11 novembre 2022. Le film a gagné 48.99 crore dans le monde entier. Le film a été lancé numériquement sur la plate-forme OTT, ZEE5 le 6 janvier 2023.
Lors de la 68e cérémonie des Filmfare Awards, Uunchai a reçu 7 nominations, dont celle du meilleur film, du meilleur réalisateur (Barjatya), du meilleur acteur (Bachchan) et du meilleur second rôle (Kher). Lors de la 70e cérémonie des National Film Awards, le film a remporté le prix de la meilleure réalisation (Barjatya) et de la meilleure actrice dans un second rôle (Gupta).

## Synopsis
Trois amis âgés — Amit, Om et Javed — entreprennent une randonnée jusqu'au camp de base de l'Everest pour exaucer le dernier souhait de leur quatrième ami Bhupen. Ils sont rejoints en chemin par Mala, qui se trouve être l'amour perdu depuis longtemps de Bhupen et regrette de ne pas avoir combattu pour leur amour. Une simple randonnée se révèle être un voyage personnel, émotionnel et spirituel alors qu'ils luttent contre leurs limites physiques et découvrent le vrai sens de la liberté.

## Fiche technique
- Titre original : Uunchai
- Réalisateur : Sooraj R. Barjatya
- Langue : Hindi
- Pays :  Inde
- Date de sortie :
  -  Inde : 11 novembre 2022
  -  France : 12 novembre 2022
- Dureé : 170 min

## Distribution
- Amitabh Bachchan : Amit Srivastava
- Anupam Kher : Om Sharma (Omi)
- Boman Irani : Javed Siddiqui
- Sarika : Mala Trivedi
- Neena Gupta : Shabina Siddiqui
- Parineeti Chopra : Shraddha Gupta
- Danny Denzongpa : Bhupen (Camée)
- Nafisa Ali : Abhilasha Srivastava (Camée)
- Sheen Dass : Heeba Siddiqui
- Abhishek Singh Pathania : Valli
- Pranav Sachdev : Siddharth Sharma, le fils d'Om
- Raju Kher : Gagan "Guddu" Sharma, le frère d'Om